# Euophrys capicola
Euophrys capicola es una especie de araña saltarina del género Euophrys, familia Salticidae. Fue descrita científicamente por Simon en 1901.
Habita en Sudáfrica.